# Russy-Bémont
Pour les articles homonymes, voir Russy et Bémont.
Russy-Bémont est une commune française située dans le département de l'Oise, en région Hauts-de-France.

## Géographie
| Fresnoy-la-Rivière |              | Bonneuil-en-Valois |
| Feigneux           | Russy-Bémont | Vez                |
| Crépy-en-Valois    | Gondreville  | Vaumoise           |

### Hydrographie

#### Réseau hydrographique
La commune est située dans le bassin Seine-Normandie. Elle est drainée par l'Automne, le canal du Marais du Berval, le cours d'eau 01 de la commune de Russy-Bemont et le cours d'eau 02 de la commune de Russy-Bemont,,.
L'Automne, d'une longueur de 34 km, prend sa source dans la commune de Villers-Cotterêts et se jette  dans l'Oise (rive gauche) à Longueil-Sainte-Marie, après avoir traversé 19 communes. Les caractéristiques hydrologiques de l'Automne sont données par la station hydrologique située sur la commune de Vauciennes. Le débit moyen mensuel est de 0,198 m3/s. Le débit moyen journalier maximum est de 2,17 m3/s, atteint lors de la crue du 7 juillet 2001. Le débit instantané maximal est quant à lui de 3 m3/s, atteint le même jour.

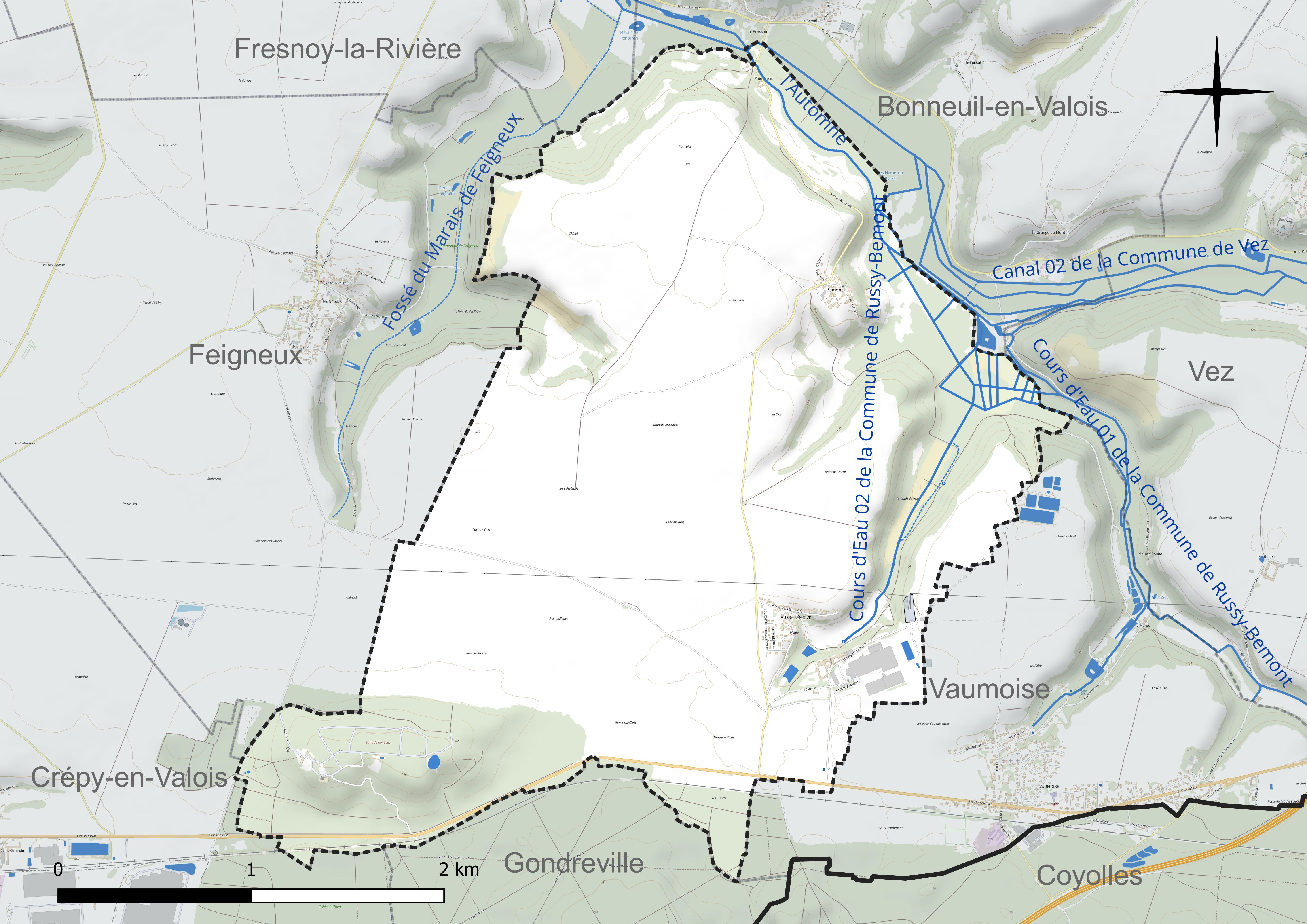
Réseau hydrographique de Russy-Bémont.

#### Gestion et qualité des eaux
Le territoire communal est couvert par le schéma d'aménagement et de gestion des eaux (SAGE) « Sensée ». Ce document de planification concerne un territoire de 287 km2 de superficie, délimité par le bassin versant de l'Automne. Le périmètre a été arrêté le 28 mai 1996 et le SAGE proprement dit a été approuvé le 16 décembre 2003 puis révisé le 10 mars 2016. La structure porteuse de l'élaboration et de la mise en œuvre est le syndicat d'aménagement et de gestion des eaux du Bassin Automne (S.A.G.E.B.A). 
La qualité des cours d'eau peut être consultée sur un site dédié géré par les agences de l'eau et l'Agence française pour la biodiversité. 

### Climat
Pour des articles plus généraux, voir Climat des Hauts-de-France et Climat de l'Oise.
En 2010, le climat de la commune est de type climat océanique dégradé des plaines du Centre et du Nord, selon une étude du CNRS s'appuyant sur une série de données couvrant la période 1971-2000. En 2020, Météo-France publie une typologie des climats de la France métropolitaine dans laquelle la commune est exposée à un climat océanique altéré et est dans la région climatique  Nord-est du bassin Parisien, caractérisée par un ensoleillement médiocre, une pluviométrie moyenne régulièrement répartie au cours de l'année et un hiver froid (3 °C). 
Pour la période 1971-2000, la température annuelle moyenne est de 10,7 °C, avec une amplitude thermique annuelle de 14,8 °C. Le cumul annuel moyen de précipitations est de 728 mm, avec 11 jours de précipitations en janvier et 8,8 jours en juillet. Pour la période 1991-2020, la température moyenne annuelle observée sur la station météorologique la plus proche, située sur la commune du Plessis-Belleville à 22 km à vol d'oiseau, est de 11,4 °C et le cumul annuel moyen de précipitations est de 661,7 mm,. Pour l'avenir, les paramètres climatiques de la commune estimés pour 2050 selon différents scénarios d'émission de gaz à effet de serre sont consultables sur un site dédié publié par Météo-France en novembre 2022.

## Urbanisme

### Typologie
Au 1er janvier 2024, Russy-Bémont est catégorisée commune rurale à habitat dispersé, selon la nouvelle grille communale de densité à sept niveaux définie par l'Insee en 2022.
Elle est située hors unité urbaine. Par ailleurs la commune fait partie de l'aire d'attraction de Paris, dont elle est une commune de la couronne,. 

### Occupation des sols
L'occupation des sols de la commune, telle qu'elle ressort de la base de données européenne d'occupation biophysique des sols Corine Land Cover (CLC), est marquée par l'importance des territoires agricoles (65 % en 2018), en diminution par rapport à 1990 (68,2 %). La répartition détaillée en 2018 est la suivante : 
terres arables (65 %), forêts (31 %), zones industrielles ou commerciales et réseaux de communication (3,2 %), milieux à végétation arbustive et/ou herbacée (0,8 %). L'évolution de l'occupation des sols de la commune et de ses infrastructures peut être observée sur les différentes représentations cartographiques du territoire : la carte de Cassini (XVIIIe siècle), la carte d'état-major (1820-1866) et les cartes ou photos aériennes de l'IGN pour la période actuelle (1950 à aujourd'hui).

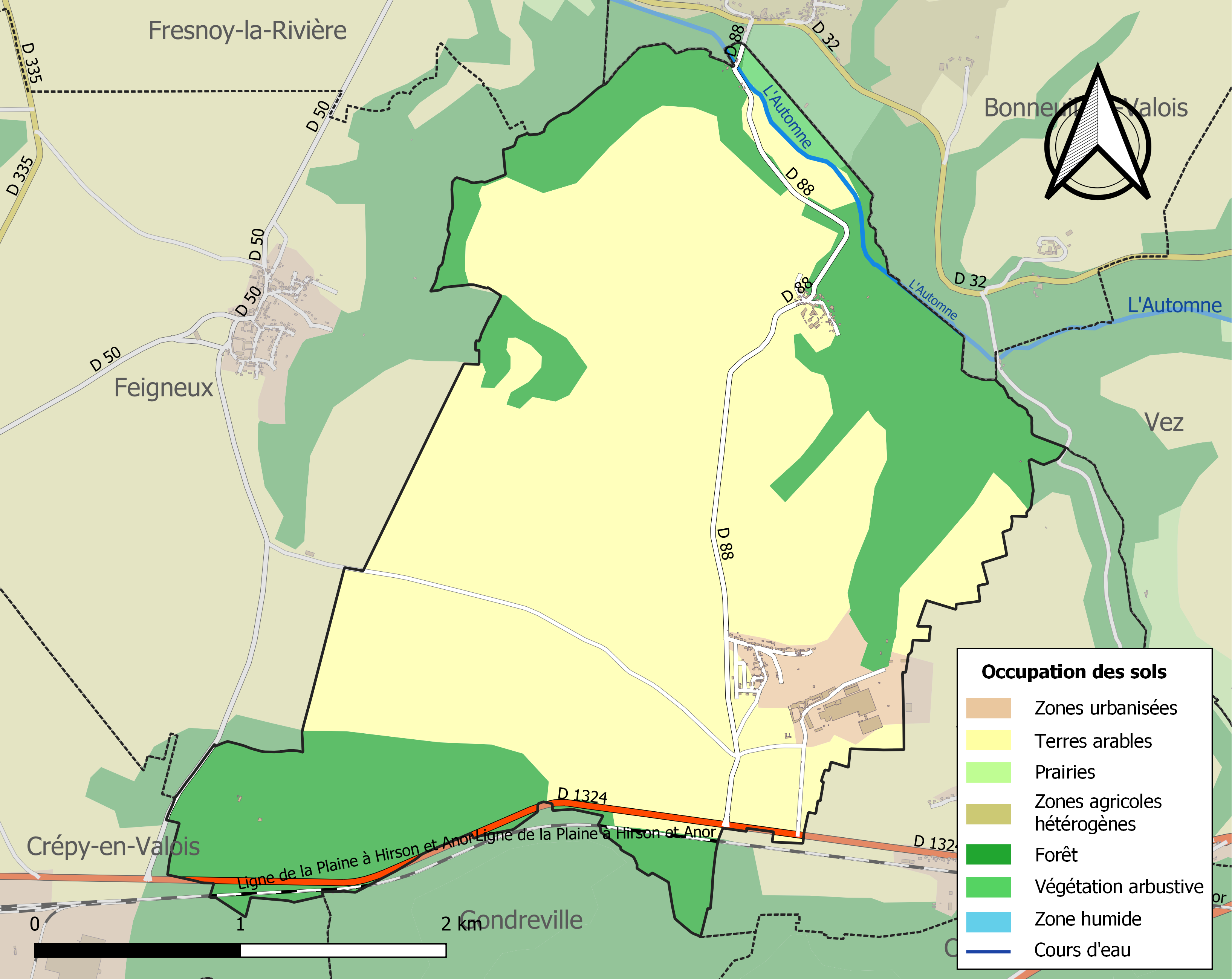
Carte des infrastructures et de l'occupation des sols de la commune en 2018 (CLC).

### Voies de communication et transports
La commune est desservie, en 2023, par la ligne 6444 du réseau interurbain de l'Oise.

## Toponymie
Le nom de la localité est attesté sous les formes Eustachius de Ruissi (1199) ; apud Roissi (1220) ; Russi (vers 1247) ; Adans de Rouissi (1268) ; la vile de Roissi (1275) ; Roissy (1276) ; sainct martin de Roissy (1276) ; Russiacum (1286) ; Roissy (1286) ; le val de Roissi (1286) ; Rossiacum (XIIIe) ; Roissi lez Waumoise (1311) ; Roissoy (1407) ; Roissi (1470) ; Russy (1530) ; Russy-Montigny (XIXe) ; Russy-Bémont (1944).

Bémont, ancien hameau de la commune, est attesté sous les formes Bovimons (vers 1220) ; Bovismons (vers 1250) ; Behimons (1270) ; de Bemont (1270) ; Benimons (1270) ; Buefmont (1383) ; de Bovis monte (XVe) ; Besmont (1516) ; Baimont (vers 1530) ; Bémont (vers 1530) ; Beufmont lès Valois (vers 1530) ; Bœmons (1550) ; Bœmont (1550) ; Bœufmont (1550) ; Befmont (1602) ; Beufmont (XVIIe).

Pour Montigny-le-Sec, siège de la paroisse dont dépendait Russy, village abandonné après 1740 : Montigniacum siccum, Montiniacum (1210), Montegniacus (1241), Montegni.
Pour Haudrival, village abandonné : Haudrivallis, Hodrivallis, Audrival, Holdrival, Oldrival.

## Histoire
La commune de Russy-Bémont est issue de la fusion en 1825 des communes de Russy et de "Bémont". Cette dernière comprenait alors le territoire de Vaumoise, ancienne commune qui a été reconstituée en 1832.
Autrefois, la paroisse Saint-Laurent de Bémont appartenait au diocèse de Senlis et la paroisse Saint-Maur de Russy au diocèse de Soissons. Cette dernière n'était d'ailleurs à l'origine qu'une simple chapelle de la paroisse Saint-Martin du village de Montigny-le-Sec, disparu au cours du XVIIe siècle, mais dont Russy n'était alors qu'un hameau. De cet ancien village de Montigny ne subsistent aujourd'hui, sur la butte de Montigny (152 m d'altitude, à l'ouest de la commune), que le château de Montigny et les ruines d'une chapelle.
Au XIVe siècle existait à Bémont un manoir de l'évêque de Senlis dont on peut encore deviner les traces dans certains ornements architecturaux de la ferme de Bémont. Au XXIe siècle, le 27 mars 2010 lors des élections cantonales, 74,7 % des électeurs ont voté pour le candidat du Front National.

### Politique et administration
| Période                                  | Période                         | Identité          | Étiquette | Qualité                         |
| ---------------------------------------- | ------------------------------- | ----------------- | --------- | ------------------------------- |
| Les données manquantes sont à compléter. |                                 |                   |           |                                 |
| mars 2001                                | En cours (au 28 septembre 2014) | François Philipon |           | Réélu pour le mandat 2014-2020, |

## Population et société

### Démographie

#### Évolution démographique
L'évolution du nombre d'habitants est connue à travers les recensements de la population effectués dans la commune depuis 1793. Pour les communes de moins de 10 000 habitants, une enquête de recensement portant sur toute la population est réalisée tous les cinq ans, les populations de référence des années intermédiaires étant quant à elles estimées par interpolation ou extrapolation. Pour la commune, le premier recensement exhaustif entrant dans le cadre du nouveau dispositif a été réalisé en 2008.

En 2022, la commune comptait 237 habitants, en évolution de +16,18 % par rapport à 2016 (Oise : +0,87 %, France hors Mayotte : +2,11 %).
| 1793 | 1800 | 1806 | 1821 | 1836 | 1841 | 1846 | 1851 | 1856 |
| ---- | ---- | ---- | ---- | ---- | ---- | ---- | ---- | ---- |
| 88   | 86   | 118  | 96   | 284  | 276  | 260  | 271  | 277  |

| 1861 | 1866 | 1872 | 1876 | 1881 | 1886 | 1891 | 1896 | 1901 |
| ---- | ---- | ---- | ---- | ---- | ---- | ---- | ---- | ---- |
| 265  | 268  | 249  | 290  | 261  | 271  | 265  | 207  | 235  |

| 1906 | 1911 | 1921 | 1926 | 1931 | 1936 | 1946 | 1954 | 1962 |
| ---- | ---- | ---- | ---- | ---- | ---- | ---- | ---- | ---- |
| 264  | 231  | 211  | 256  | 257  | 255  | 281  | 264  | 252  |

| 1968 | 1975 | 1982 | 1990 | 1999 | 2006 | 2008 | 2013 | 2018 |
| ---- | ---- | ---- | ---- | ---- | ---- | ---- | ---- | ---- |
| 265  | 259  | 210  | 149  | 150  | 176  | 183  | 205  | 196  |

| 2022 | - | - | - | - | - | - | - | - |
| ---- | - | - | - | - | - | - | - | - |
| 237  | - | - | - | - | - | - | - | - |

#### Pyramide des âges
La population de la commune est relativement jeune.
En 2018, le taux de personnes d'un âge inférieur à 30 ans s'élève à 36,7 %, soit en dessous de la moyenne départementale (37,3 %). À l'inverse, le taux de personnes d'âge supérieur à 60 ans est de 20,4 % la même année, alors qu'il est de 22,8 % au niveau départemental.
En 2018, la commune comptait 103 hommes pour 93 femmes, soit un taux de 52,55 % d'hommes, largement supérieur au taux départemental (48,89 %).
Les pyramides des âges de la commune et du département s'établissent comme suit.
| Hommes | Classe d’âge | Femmes |
| ------ | ------------ | ------ |
| 0,0    | 90 ou +      | 0,0    |
| 1,9    | 75-89 ans    | 5,4    |
| 17,5   | 60-74 ans    | 16,1   |
| 17,5   | 45-59 ans    | 21,5   |
| 24,3   | 30-44 ans    | 22,6   |
| 14,6   | 15-29 ans    | 16,1   |
| 24,3   | 0-14 ans     | 18,3   |

| Hommes | Classe d’âge | Femmes |
| ------ | ------------ | ------ |
| 0,5    | 90 ou +      | 1,4    |
| 5,5    | 75-89 ans    | 7,6    |
| 15,6   | 60-74 ans    | 16,3   |
| 20,8   | 45-59 ans    | 20     |
| 19,4   | 30-44 ans    | 19,4   |
| 17,6   | 15-29 ans    | 16,2   |
| 20,6   | 0-14 ans     | 19,1   |

## Lieux et monuments

### Monument historique
Russy-Bémont ne compte qu'un seul monument historique sur son territoire.
- Église Saint-Laurent (inscrite aux monuments historiques par arrêté du 12 avril 1927[30]) :  Elle est dominée par un puissant clocher en bâtière de la seconde moitié du XVIe siècle, qui s'élève au-dessus de la première travée du bas-côté sud, et culmine à 25 cm de hauteur. Les petites dimensions de l'édifice le font apparaître bien plus grand qu'il n'est en réalité. Si les élévations extérieures de l'église ne montrent aucun intérêt particulier, l'intérieur révèle une construction de qualité entièrement voûtée d'ogives, qui réunit une nef de deux travées de la première période gothique à des bas-côtés et un chœur bâtis sous quatre campagnes distinctes au cours de la première moitié du XVIe siècle. Si la nef se démarque par son parti original, avec deux grandes arcades et deux travées de bas-côté au nord pour une travée de nef avec une voûte quadripartite ordinaire, les autres parties illustrent la transition successive du style gothique flamboyant vers la Renaissance. L'église est également remarquable pour sa complexité et ses nombreuses statues, qui ont toutes été transférées au musée de l'Archerie et du Valois de Crépy-en-Valois[31].

## Économie
Le plus gros employeur de la commune a longtemps été l'usine de conserves du groupe Bonduelle, fondée en 1933 et fermée en 2016.